# Ulanicki
Ulanicki – polski herb szlachecki.

## Opis herbu
Zachowały się przekazy na temat dwóch różniących się drobnymi szczegółami wariantów herbu. Opisy z wykorzystaniem zasad blazonowania, zaproponowanych przez Alfreda Znamierowskiego:
W polu czerwonym dwa księżyce w słup, barkami ku sobie, złote, złączone drogą srebrną, pośrodku której szabla w pas, na opak.
Klejnot: trzy pióra strusie.
Labry: czerwone, podbite srebrem.
Opis ten pochodzi od Niesieckiego, który oparł się na najstarszych informacjach na temat tego herbu, pochodzących od Paprockiego, Okolskiego i Bielskiego. Podobnie zrekonstruował herb Stanisław Dumin. Niesiecki przytoczył też wersję herbu z szablą ostrzem w dół i pięcioma piórami strusimi. Wersję tę zamieszczono też w Uzupełnieniach do Księgi Herbowej Rodów Polskich.

## Najwcześniejsze wzmianki
Pierwsze wzmianki o herbie pochodzą z XVI wieku, wzmiankują go: Gniazdo cnoty i Herby rycerstwa polskiego Paprockiego, Kronika Bielskiego oraz Orbis Polonus Okolskiego.

## Herbowni
Tadeusz Gajl wymienia następujące rody herbownych:
Abrahimowicz, Halanicki, Hulanicki, Lewiński, Ulanicki, Użamiecki, Użamiedzki, Zabokrzycki, Zambrzycki, Żabokrzycki.